# Орловське (Новосибірська область)
Орловське (рос. Орловское) — село у Убінському районі Новосибірської області Російської Федерації.
Входить до складу муніципального утворення Орловська сільрада. Населення становить 239 осіб (2010).

## Історія
Згідно із законом від 2 червня 2004 року органом місцевого самоврядування є Орловська сільрада.

## Населення
| 2002 | 2007 | 2010 |
| ---- | ---- | ---- |
| 288  | ↘269 | ↘239 |